# Bernie Glow
Bernie Glow (6. února 1926 – 8. května 1982) byl americký jazzový trumpetista. Narodil se v New Yorku a na trubku začal hrát v devíti letech. Svou profesionální kariéru zahájil v první polovině čtyřicátých let. V roce 1945 byl například členem kapely Artieho Shawa. Během své následné kariéry spolupracoval s mnoha dalšími hudebníky, mezi něž patří například Miles Davis, Kenny Burrell, Dizzy Gillespie, Maynard Ferguson a Manny Albam. Zemřel na krevní onemocnění ve věku 56 let.